# بيتر ستيرنز
بيتر ستيرنز (بالإنجليزية: Peter Stearns)‏ هو مؤرخ أمريكي، ولد في 3 مارس 1936 في لندن في المملكة المتحدة.